# Humboldtstraße 72 (Mönchengladbach)

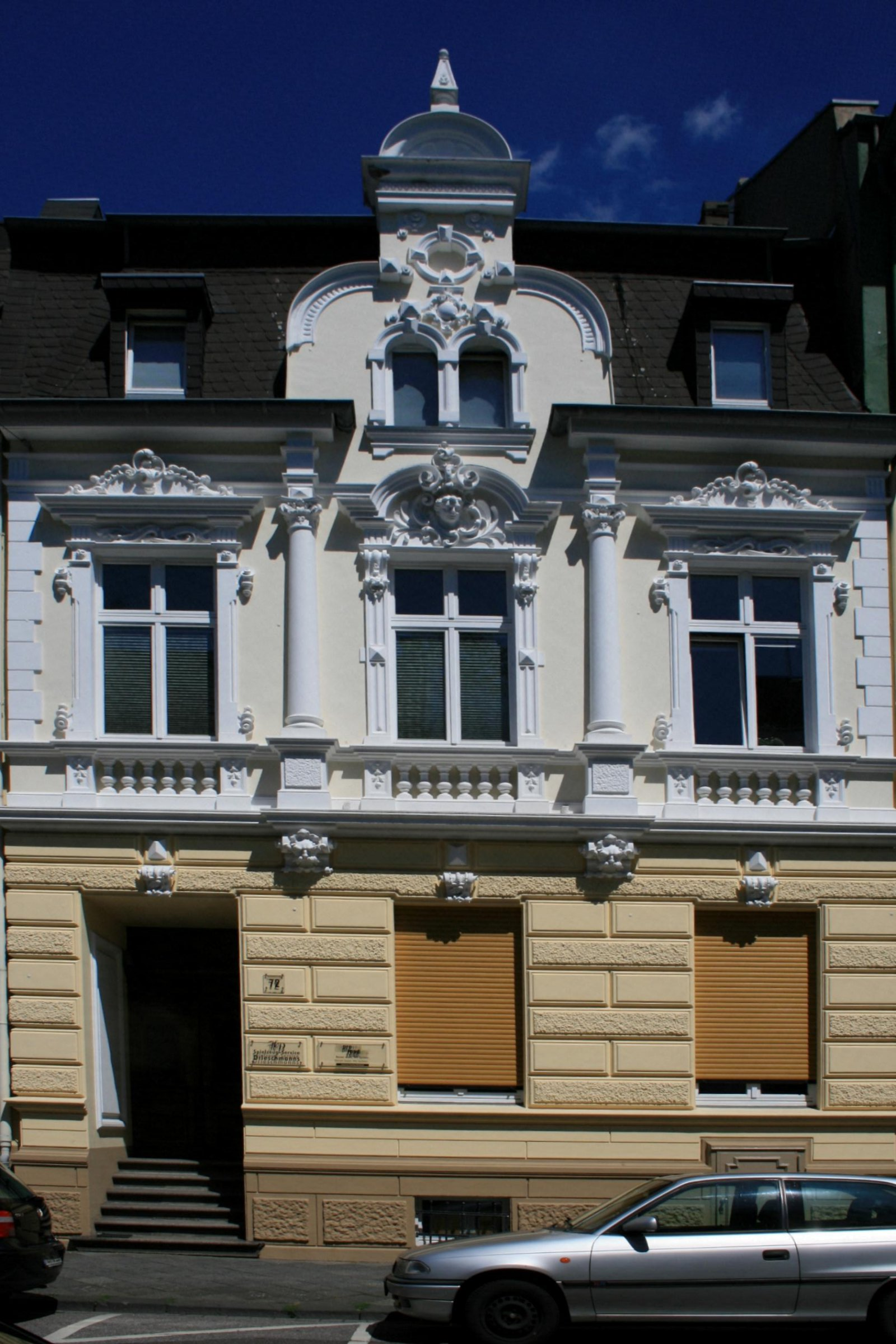
Wohnhaus (2010)

Das Wohnhaus Humboldtstraße 72 steht in Mönchengladbach (Nordrhein-Westfalen).
Das Gebäude wurde 1895 erbaut. Es wurde unter Nr. H 075  am 23. September 1992 in die Denkmalliste der Stadt Mönchengladbach eingetragen.

## Architektur
Das Wohnhaus Nr. 72 liegt in einem um die Jahrhundertwende bebauten Wohngebiet, das die Stadterweiterung in Richtung Eicken dokumentiert und wird erstmals im Adressbuch von 1895 genannt.
Es handelt sich um ein traufständiges, zweigeschossiges und dreiachsiges Wohnhaus mit kleinem Anbau unter einem Mansarddach  mit  Zwerchhaus und flankierenden Gauben.